# Den Helder Suns
La Den Helder Suns è una società cestistica olandese della cittadina di Den Helder, della provincia dell'Olanda Settentrionale.

## Storia
Dopo la bancarotta dei Den Helder Kings avvenuta durante la stagione 2013-14 della Dutch Basketball League, a Den Helder non c'è stata alcuna squadra professionistica di pallacanestro. Nel 2016, venne fondata la Den Helder Suns, con l'obiettivo di avere una squadra di pallacanestro nella serie maggiore olandese. Il 30 giugno 2017, i Den Helder Suns si iscrivono alla stagione 2017-18 della FEB Eredivisie. Pochi giorni dopo, il 14 luglio 2017, i Suns scelgono Peter van Noord come allenatore.
Nella prima stagione in DBL, i Suns si classificano ottavi alla fine della stagione regolare, chiudendo sopra alla Basketball Academie Limburg. Il 19 aprile 2018, viene ritirata la maglia numero 1 del capitano Tjoe de Paula, il quale ha giocato per diverse squadre di Den Helder.

## Cestisti

### Roster attuale
Aggiornato al 29 gennaio 2019.
| Den Helder Suns 2018-19 | Den Helder Suns 2018-19 |
| Giocatori               | Staff tecnico           |
| ----------------------- | ----------------------- |

| 2  | Paesi Bassi (bandiera) | G  | Boy van Vliet                | 1994 | 194 cm |  |  |
| 6  | Paesi Bassi (bandiera) | PG | Nick Thran                   | 2000 | 185 cm |  |  |
| 7  | Paesi Bassi (bandiera) | AG | Ole Hoogsteden               | 2000 | 204 cm |  |  |
| 8  | Paesi Bassi (bandiera) | G  | Neill Lugtenburg             | 2000 | 184 cm |  |  |
| 9  | Belgio (bandiera)      | A  | Thibault Vanderhaegen        | 1998 | 204 cm |  |  |
| 10 | Paesi Bassi (bandiera) | C  | Yarick Brussen               | 2000 | 207 cm |  |  |
| 11 | Paesi Bassi (bandiera) | A  | Tom Koopman                  | 1995 | 203 cm |  |  |
| 12 | Paesi Bassi (bandiera) | G  | Niels van Veen               | 1998 | 187 cm |  |  |
| 13 | Paesi Bassi (bandiera) | PG | Boyd van der Vuurst de Vries | 1999 | 190 cm |  |  |
| 14 | Stati Uniti (bandiera) | AG | Steve Harris                 | 1995 | 202 cm |  |  |
| 15 | Paesi Bassi (bandiera) | C  | Dyon Halman                  | 1994 | 204 cm |  |  |
| 16 | Paesi Bassi (bandiera) | C  | Jarno Pomstra                | 2000 | 214 cm |  |  |
| 22 | Lussemburgo (bandiera) | A  | Alex Laurent                 | 1993 | 198 cm |  |  |
| -  | Stati Uniti (bandiera) | P  | Leon Williams                | 1991 | 189 cm |  |  |

| Allenatore                                                                       |
| - Peter van Noord                                                                |
| Assistente/i                                                                     |
| - Tristan van Santen Legenda - (C) Capitano - (IN) Inattivo - Infortunato Roster |

### Staff
- Allenatore: Peter van Noord
- Assistenti: Tristan van Santen
- Team manager: Marco Starrenburg
- Fisioterapisti: Britt Lugtenburg, Lars Biesbroek
- Analista: Hans Bais